# الهاما دو گرانادا
الهاما دو گرانادا (به اسپانیایی: Alhama de Granada) یک شهرستان در اسپانیا است که در اندلس واقع شده‌است.

## خصوصیات
الهاما دو گرانادا ۴۳۳ کیلومترمربع مساحت و ۶٬۰۳۵ نفر جمعیت دارد و ۸۹۵ متر بالاتر از سطح دریا واقع شده‌است.